# Kawakaze (lớp tàu khu trục)
Lớp tàu khu trục Kawakaze (tiếng Nhật: 江風型駆逐艦 - Kawakazegata kuchikukan) là một lớp bao gồm hai tàu khu trục hạng nhất của Hải quân Đế quốc Nhật Bản được chế tạo trong giai đoạn cuối Chiến tranh Thế giới thứ nhất. Một số nguồn đôi khi còn gọi lớp tàu này là lớp Tanikaze; tuy nhiên trong thực tế Tanikaze được hạ thủy và đưa vào hoạt động trễ hơn chiếc Kawakaze. Chúng chỉ phục vụ trong những năm giữa hai cuộc thế chiến và được cho nghỉ hưu vào đầu những năm 1930.

## Bối cảnh
Việc chế tạo lớp tàu khu trục mới Kawakaze được chấp thuận như một phần trong Chương trình Hạm đội 8-4 cho hải quân của Đế quốc Nhật Bản trong năm tài chính 1915. Một tàu khu trục lớn với tầm hoạt động xa, có khả năng hộ tống cho chiếc thiết giáp hạm mới Nagato và hai chiếc tàu tuần dương thuộc lớp Tenryū, được xem xét như một phần của chương trình chi tiêu cho hải quân được cắt giảm từ Dự án Hạm đội 8-8 (Hachi-Hachi Kantai) trước đó.
Mặc dù ngân quỹ chỉ được chấp thuận cho việc chế tạo một chiếc duy nhất là Tanikaze, Chính phủ Ý bất ngờ hoàn trả lại cho Nhật Bản khoản tiền 870.000 Yen đền bù cho chiếc tàu khu trục Kawakaze thuộc lớp Urakaze, đã được chuyển cho Hải quân Hoàng gia Ý trước khi hoàn tất tại Anh Quốc trong Chiến tranh Thế giới thứ nhất. Số tiền này được dùng để hoàn tất một con tàu thứ hai, cũng được đặt tên là Kawakaze.

## Thiết kế
Thoạt tiên được hình thành như một phiên bản tiếp nối của lớp Isokaze trước đó; tuy nhiên, nó là tàu khu trục đầu tiên trang bị loại hải pháo 120 mm/45 caliber Kiểu 3 mới mà sau này được sử dụng trên nhiều lớp tàu khu trục tiếp theo. Thêm vào đó, nhờ kinh nghiệm có được khi bố trí các tàu khu trục Nhật hoạt động lâu dài ở nước ngoài trong Thế Chiến I, lườn tàu và mũi tàu được gia cố để chịu đựng khi biển động. Ngoài ra, hải quân còn muốn áp dụng những kỹ thuật hiện đại nhất khi trang bị loại ngư lôi mới 533 mm với ba ống phóng nòng đôi.
Người ta còn quyết định sử dụng động cơ turbine hơi nước Brown-Curtis đốt dầu nặng tương tự như kiểu được sử dụng trên lớp tàu tuần dương Tenryū. Kết quả là một con tàu mạnh hơn nhiều so với lớp Isokaze và có khả năng hoạt động ở tốc độ cao.

## Lịch sử hoạt động
Những chiếc trong lớp Kawakaze chỉ phục vụ trong giai đoạn giữa hai cuộc thế chiến. Kawakaze được cho nghỉ hưu vào ngày 1 tháng 4 năm 1934, và Tanikaze nối gót một năm sau đó.

## Những chiếc trong lớp
| Tàu             | Đặt lườn            | Hạ thủy              | Hoạt động            | Số phận                     |
| Kawakaze (江風) | 15 tháng 2 năm 1917 | 10 tháng 10 năm 1917 | 11 tháng 11 năm 1918 | Nghỉ hưu 1 tháng 4 năm 1934 |
| Tanikaze (谷風) | 20 tháng 9 năm 1916 | 20 tháng 7 năm 1918  | 30 tháng 1 năm 1919  | Nghỉ hưu 1 tháng 4 năm 1935 |